# Manju-ji

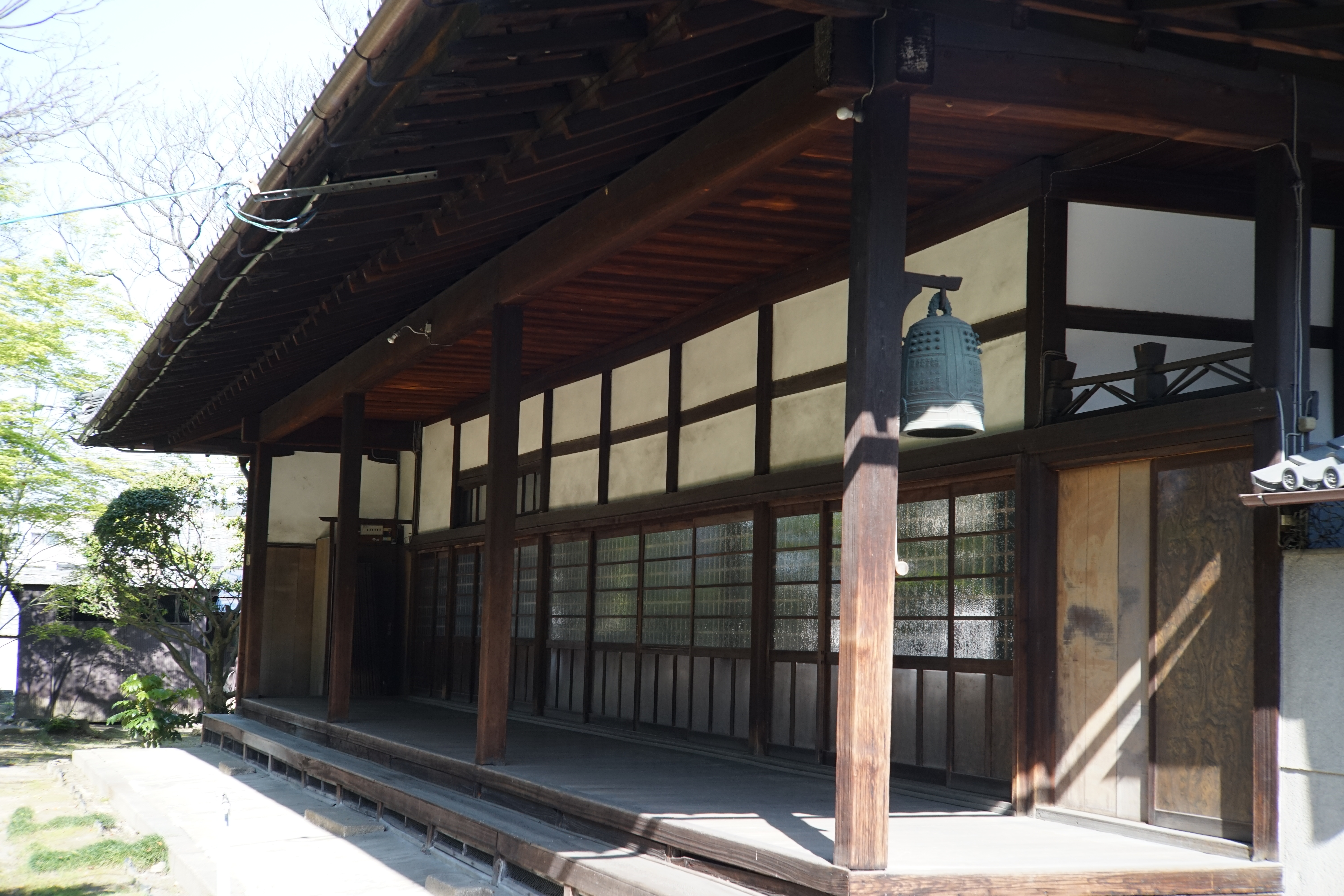
Bâtiment principal du Manju-ji

Le Manju-ji (万寿寺) est un temple bouddhiste de l'école rinzai  situé dans l'arrondissement de Higashiyama-ku à Kyoto. En raison de l'influence des Ashikaga, Manju-ji est appelé temple « jissatsu » pendant un certain temps. C'est à présent un temple secondaire du Tōfuku-ji. Il fait partie des Cinq grands temples zen de Kyoto (Gozan) .

## Histoire
Le temple Manju-ji est fondé au milieu de l'époque de Heian (fin du XIIIe siècle) quand Nanpo Shōmyō (南浦紹明) (1235–1308) est nommé abbé de Manju-ji en 1305.

## Œuvres d'art
Une figure artistiquement remarquable d'Amida est trop grande pour être sortie de Manju-ji et exposée ailleurs. Le temple héberge une collection d'art bouddhiste ésotérique traditionnellement utilisée pour enseigner les moments les plus importants de la vie de Gautama Buddha.